# 新北市中和區中和國民小學
新北市中和區中和國民小學，簡稱中和國小，位於台湾新北市中和區中和路100號，學校已有百年歷史。為中和第一所小學。

## 歷史
- 明治41年5月1日板橋公學校枋寮分班設立
- 明治41年5月17日舉行開學典禮
- 大正元年獨立為漳和公學校
- 大正11年4月1日設立溪洲分校（即現永和國小）
- 昭和20年4月1日改為漳和國民學校
- 民國35年校名改為中和國民學校
- 民國36年7月校名改為臺北縣中和鄉中和國民學校
- 民國40年5月17日舉行40週年慶並以樂捐款建造保健室
- 民國43年8月1日奉令設立積穗分校(即現在積穗國民小學)
- 民國45年8月1日奉令設立興南分校(即現在興南國民小學)
- 民國50年8月奉令設立安樂分校，校址即今保健路中和市立安樂幼稚園
- 民國57年實施九年國民教育，是年8月乃改名為台北縣中和鄉中和國民小學
- 民國59年奉令為海山東區(後更名為雙和區)示範小學
- 民國66年8月奉令增設秀山國小
- 民國68年8月奉令增設復興國小
- 民國70年8月奉令增設景新國小
- 民國74年2月奉令增設錦和國小
- 民國76年奉令將海山東區示範小學改為雙和區中心學校
- 民國99年12月25日台北縣升格為直轄市，乃改名為新北市中和區中和國民小學

## 歷代校長
日治時代的歷任校長     
- 第一任	波部莊二郎 先生	民國元年（日本大正元年）四月一日到職
- 第二任	齋藤利司 先生	民國五年（日本大正五年）三月三十一日到職
- 第三任	岡準市郎 先生	民國九年（日本大正九年）九月三十日到職
- 第四任	遠山嚴 先生	民國十一年（日本大正十一年）三月三十一日到職
- 第五任	帶刀千太郎 先生	民國二十一年（日本昭和七年）三月三十一日到職
- 第六任	長瀨龍雄 先生	民國二十六年（日本昭和十二年）到職

民國時代：
- 第一任	吳棟材 先生		民國三十四年十月到職	(10個月)
- 第二任	林水宗 先生		民國三十五年八月到職	(3年9個月)
- 第三任	何芳牒 先生		民國三十九年五月到職	(14年5個月)
- 第四任	鄭步墀 先生		民國五十三年十月到職	(8年2個月)
- 第五任	黃則永 先生		民國六十一年十二月到職	(13年8個月)
- 第六任	游明陽 先生		民國75年8月到職	(8年)
- 第七任	詹錦淵 先生		民國83年8月到職	(4年)
- 第八任	董積森 先生		民國87年8月到職	(7年)
- 第九任	 傅育寧 先生	 	民國94年8月到職	(6年)
- 第十任	 張萬隆 先生		民國100年8月到職	(4月)

　*	代理校長
- 王健旺先生		民國100年12月2日到職	(8月)
- 第十一任	 劉能賢 先生 民國 101 年到職 (8年)
- 第十二任 呂郁原 先生 民國109年7月31日到職